# 이티겐 바이 베른역
이티겐 바이 베른역(독일어: Bahnhof Ittigen bei Bern)은 이티겐역으로도 알려져 있으며, 스위스 베른주에 있는 이티겐 시의 기차역이다. 베른-졸로투른 지역교통의 1,000mm 미터궤 보르프 도르프-보르프라우펜선의 중간역이다.

## 운행편
이티겐 바이 베른에서 정차하는 서비스는 다음과 같다.
- 베른 S-반 S7 : 베른과 보르프 도르프 사이에서 15분 간격으로 운행한다.